# Lathys simplex
Lathys simplex är en spindelart som först beskrevs av Simon 1884.  Lathys simplex ingår i släktet Lathys och familjen kardarspindlar.
Artens utbredningsområde är Algeriet. Inga underarter finns listade i Catalogue of Life.